# Pieris japoński
Pieris japoński (Pieris japonica (Thunb. ex Murray) D. Don ex G. Don) – trujący gatunek rośliny należący do rodziny wrzosowatych. Pochodzi z obszarów wschodnich Chin i Japonii.

## Morfologia
PokrójKrzew zimozielony, dorastający do 3 metrów wysokości, gęsty, o pędach nagich.
LiścieSkórzaste, najczęściej wąskoodwrotniejajowate o długości do 8 cm i brzegu karbowanopiłkowanym, skupione na szczytach pędów, barwa liści początkowo czerwona, później ciemnozielona i lekko błyszcząca, od spodu jaśniejszej barwy, pokryte czarnymi gruczołkami.
KwiatyBiałe, dzbaneczkowate, zebrane w zwisających gronach o długości od 6 do 12 cm. Rozwijają się od kwietnia do maja.
OwoceTorebki.

## Wymagania
Wymaga stanowisk nasłonecznionych do półcienistych, w miejscach osłoniętych od wiatrów, oraz z gleby próchnicznej i wilgotnej o odczynie kwaśnym.